# 1738
1738 (MDCCXXXVIII) byl rok, který dle gregoriánského kalendáře započal středou.

## Události

### Probíhající události
- 1735–1739 – Rusko-turecká válka

## Vědy a umění
- začaly vykopávky města Herculaneum pohřbeného výbuchem Vesuvu v roce 79
- Franz Ketterer vynalezl kukačkové hodiny

## Narození

### Česko
- 6. března – Jaroslav Schaller, piaristický kněz, historik a topograf († 6. ledna 1809)
- 18. března – Josef Anton Laske, český houslař († 30. listopadu 1805)
- 28. dubna – Marie Kristina z Ditrichštejna, česká šlechtična († 4. března 1788)
- 6. srpna – Jan Jiří Balzer, rytec a nakladatel († 14. prosince 1799)
- 20. září – Jeroným Brixi, varhaník a hudební skladatel († 15. dubna 1803)
- 1. října – Karel Godefried von Rosenthal, olomoucký kanovník a biskup († 25. května 1800)
- 15. října – Johann Zoph, rakouský císařsko-královský podmaršál († 26. května 1812)
- 14. prosince – Jan Antonín Koželuh, skladatel a varhaník († 3. února 1814)

### Svět

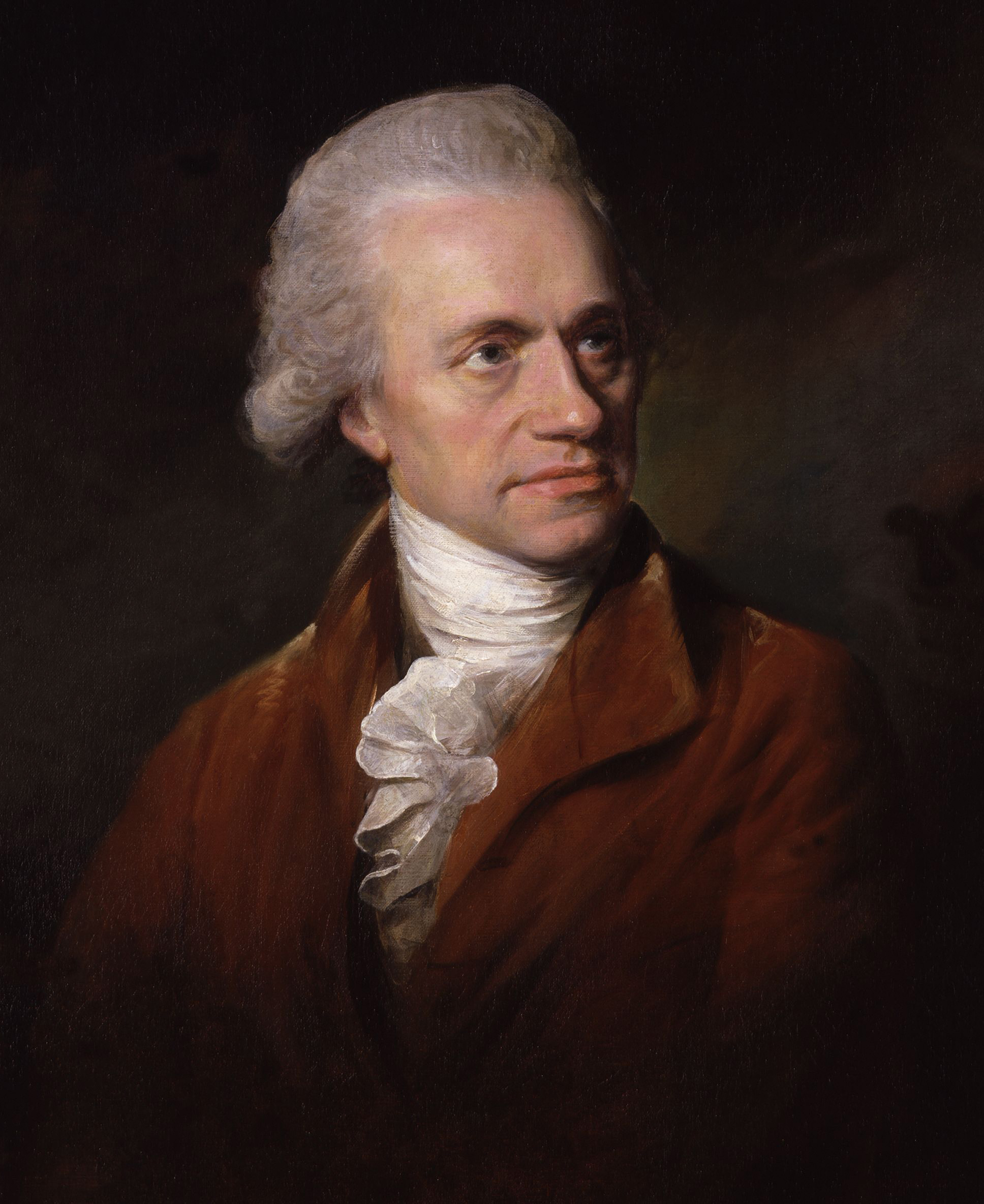
William Herschel (* 15. listopadu)

- 15. března – Cesare Beccaria, italský filosof a ekonom († 28. listopadu 1794)
- 1. dubna – Juraj Papánek, slovenský kněz a historik († 11. dubna 1802)
- 14. dubna – William Cavendish-Bentinck, britský státník († 30. října 1809)
- 22. dubna – Jan Láho, slovenský luteránský duchovní činný v Čechách († 21. listopadu 1790)
- 30. dubna – Maria Wilhelmina von Neipperg, milenka rakouského císaře Františka I. († 21. října 1775)
- 5. května – Adolf Fridrich IV. Meklenbursko-Střelický, meklenbursko-střelický vévoda († 2. června 1794)
- 28. května – Joseph Ignace Guillotin, francouzský vědec, propagátor gilotiny († 26. března 1814)
- 3. června – Pierre Vachon, francouzský houslista a hudební skladatel († 7. října 1803)
- 4. června – Jiří III., britský král († 29. ledna 1820)
- 11. června – Albert Kazimír Sasko-Těšínský, těšínský vévoda a mecenáš umění († 10. února 1822)
- 3. července – John Singleton Copley, anglický malíř († 9. září 1815)
- 6. října – Marie Anna Habsbursko-Lotrinská, rakouská arcivévodkyně, dcera Marie Terezie († 19. listopadu 1789)
- 10. října – Benjamin West, americký malíř († 11. března 1820)
- 11. října – Arthur Phillip, britský admirál, zakladatel Sydney († 31. srpna 1814)
- 14. října – Giovanni Zanotti, italský skladatel († 1. listopadu 1817)
- 15. listopadu – William Herschel, britský astronom, skladatel a stavitel dalekohledů († 25. srpna 1822)
- 25. listopadu – Thomas Abbt, německý filosof a matematik († 3. listopadu 1766)
- 31. prosince – Charles Cornwallis, první markýz Cornwallis, britský generál a správce kolonií († 5. října 1805)
- ? – Lozang Paldän Ješe, tibetský pančhenlama († 1780)

## Úmrtí

### Česko
- 3. ledna – František Michael Šubíř z Chobyně, moravský šlechtic a úředník (* 14. prosince 1682)
- 23. ledna – Martin Kovář Javorovský, český zbojník (* 1692)
- 17. března – Václav Vejmluva, opat žďárského kláštera (* 19. září 1670)
- 20. března – Evžen Tyttl, opat kláštera v Plasích (* 18. listopadu 1666)
- 30. března – František Antonín Špork, český šlechtic, mecenáš umění (* 9. března 1662)
- 20. května – Filip Sattler, olomoucký barokní sochař (* 20. dubna 1695)
- 8. září – Otmar Daniel Zinke, opat Řádu svatého Benedikta (* 1663)
- 3. listopadu – Walter Xaver z Ditrichštejna, moravsko-rakouský šlechtic a kníže (* 18. září 1664)
- 14. listopadu – Karel František Tepper, zakladatel barokní fresky na Moravě (* 1682)
- 24. prosince – Matěj Václav Jäckel, lužickosrbský sochař a řezbář působící v Čechách (* 11. září 1655)

### Svět

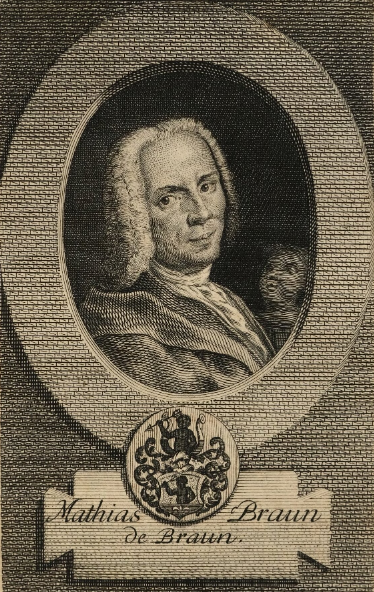
Matyáš Bernard Braun († 15. února)

- 17. ledna – Jean-François Dandrieu, francouzský hudební skladatel a varhaník (* 1682)
- 15. února – Matyáš Bernard Braun, barokní sochař († 24. února 1684)
- 21. února – Gottlieb Siegfried Bayer, německý historik a filolog (* 6. ledna 1694)
- 16. března – George Bähr, německý barokní architekt a stavitel (* 15. března 1666)
- 25. března – Turlogh O`Carolan, irský harfeník (* 1670)
- 12. května – Karel Vilém Bádensko-Durlašský, bádensko-durlašský markrabě (* 28. ledna 1679)
- 4. června – Marie Walpole, druhá manželka britského předsedy vlády Roberta Walpola (* 1702)
- 21. června – Charles Townshend, 2. vikomt Townshend, britský státník a diplomat (* 18. dubna 1674)
- 19. července – Charles Bridgeman, anglický zahradní architekt (* 1690)
- 22. července – Wolfgang Hannibal von Schrattenbach, kardinál, olomoucký biskup a místokrál neapolský (* 12. září 1660)
- 19. srpna – Helena Curtens, oběť posledního čarodějnického procesu v Německu (* 1722)
- 25. srpna – Alžběta Meklenburská, meklenburská princezna (* 3. září 1668)
- 23. září – Herman Boerhaave, nizozemský lékař, botanik a chemik (* 31. prosince 1668)
- 11. prosince – Jan Rudolf Bys, švýcarský barokní malíř (* 11. května 1660)

## Hlavy států
- Francie – Ludvík XV. (1715–1774)
- Habsburská monarchie – Karel VI. (1711–1740)
- Osmanská říše – Mahmud I. (1730–1754)
- Polsko – August III. (1734–1763)
- Portugalsko – Jan V. (1706–1750)
- Prusko – Fridrich Vilém I. (1713–1740)
- Rusko – Anna Ivanovna (1730–1740)
- Španělsko – Filip V. (1724–1746)
- Švédsko – Frederik I. (1720–1751)
- Velká Británie – Jiří II. (1727–1760)
- Papež – Klement XII. (1730–1740)
- Japonsko – Sakuramači (1735–1747)
- Perská říše – Nádir Šáh

- Svatá říše římská – Karel VI.
  - Kurfiřtství:
    - Mohučské kurfiřtství – kurfiřt Philipp Karl von Eltz-Kempenich
    - České království – král Karel II.
    - Braniborské markrabství – kurfiřt Fridrich Vilém I.
    - Bavorské kurfiřtství – kurfiřt Karel VII. Bavorský
    - Brunšvicko-lüneburské kurfiřtství – kurfiřt Jiří II.
    - Falcké kurfiřtství – kurfiřt Karel III. Filip
    - Saské kurfiřtství – kurfiřt August III. Polský
    - Rakouské arcivévodství – arcivévoda Karel II.
    - Hesensko-Darmstadtsko – lankrabě Arnošt Ludvík Hesenský
    - Hesensko-Kasselsko – lankrabě Frederik I. Švédský
    - Württembersko – vévoda Karel Evžen Württemberský